# Huberte Hanquet
 Huberte Hanquet (Luik, 29 augustus 1926 - 1 juli 2018) was een Belgisch volksvertegenwoordiger en senator.

## Levensloop
Hanquet promoveerde in 1948 tot licentiaat godsdienstwetenschappen en in de politieke en sociale wetenschappen aan de Katholieke Universiteit Leuven en behaalde in 1972 een doctoraat in de politieke en sociale wetenschappen aan de Université Catholique de Louvain. Ze was van 1954 tot 1974 lerares en vervolgens directrice van een centrum voor sociale vorming en werd actief binnen de PSC, waar ze militeerde voor de gelijkheid tussen mannen en vrouwen. Van 1973 tot 1974 was ze adjunct-kabinetschef van Jean-Pierre Grafé, minister van Waalse Zaken.
In 1974 kwam ze voor de PSC voor het eerst in de Senaat terecht als rechtstreeks gekozen senator voor het arrondissement Luik, een mandaat dat ze vervulde tot in 1985. Vervolgens zetelde ze van 1985 tot 1987 voor het arrondissement Luik in de Kamer van volksvertegenwoordigers. Bij de verkiezingen van 1987 was ze opnieuw kandidaat voor een zetel in de Senaat, maar ze werd niet verkozen. Vervolgens was Hanquet van 1988 tot 1991 gecoöpteerd senator. Tussen 1974 en 1987 zetelde ze door de toen bestaande dubbelmandaten tevens in de Cultuurraad voor de Franse Cultuurgemeenschap en opvolger het Franse Gemeenschapsparlement. Tussen 1974 en 1977 en tussen 1980 en 1987 zetelde ze ook in de Waalse Gewestraad. In de Senaat was ze tussen 1988 en 1991 voorzitter van de commissie Buitenlandse Betrekkingen en diende ze een wetsvoorstel in ter oprichting van een dienst voor alimentatievordering, hetgeen een van haar belangrijkste strijdpunten als parlementslid zou worden.
Ook was Hanquet van 1959 tot 1963, van 1970 tot 1976 lid van de Commissie van Openbare Onderstand en van 1977 tot 1994 lid van en PSC-fractievoorzitter in de OCMW-raad van Luik en zetelde ze van 1980 tot 1983 in de Gewestelijke Economische Raad voor Wallonië.
Ook was Hanquet actief in verschillende instituten met sociale doelstellingen of voor de gezondheidszorg, in verschillende instanties van de PSC en was ze van 1984 tot 1990 voorzitster van de Conseil des Femmes de Belgique, de Franstalige vrouwenraad. Onder haar voorzitterschap zou het pluralistische orgaan in 1989 zich uitspreken voor de depenalisering van abortus, al stemde Hanquet tegen het wetsvoorstel Lallemand-Herman-Michielsens die dat mogelijk maakte. Ook zette ze een werkgroep op poten ter voorbereiding van de internationale vrouwenconferentie in Nairobi, waarmee in 1985 het Decennium voor Vrouwen van de Verenigde Naties werd afgesloten. Bovendien was ze voorzitster van de rooms-katholieke hulporganisatie Caritas Catholica en het ziekenhuis vzw Notre-Dame des Bruyères en tot 2005 ondervoorzitster van de raad van bestuur van het Centre Hospitalier Universitaire van Luik.

## Publicaties
- Travail professionnel des femmes et mutations sociales, Brussel, Ed. Vie ouvrière, 1972.
- Actes du colloque: congrès 'Famille et demographie', Brussel, Nationale Vrouwenraad, 1988.